# Tancredi Luigi Beria d'Argentine
Tancredi Luigi Carlo Roberto Giuseppe Vincenzo Maria Gabriele Aniceto Beria D'Argentine, Nobile dei conti di Sale e d'Argentine (Torino, 17 aprile 1845 – Albugnano, 14 agosto 1931), è stato un avvocato e politico italiano.

## Biografia
In magistratura dal 1868, è stato vice-pretore e aggiunto giudiziario a Torino, sostituto procuratore a Biella, Asti e Torino, vice-presidente dei tribunali di Genova e Milano, consigliere di corte d'appello a Casale Monferrato e Torino, primo presidente della Corte d'appello di Casale e primo presidente della Corte di cassazione di Palermo.